# Terrorismo de extrema izquierda

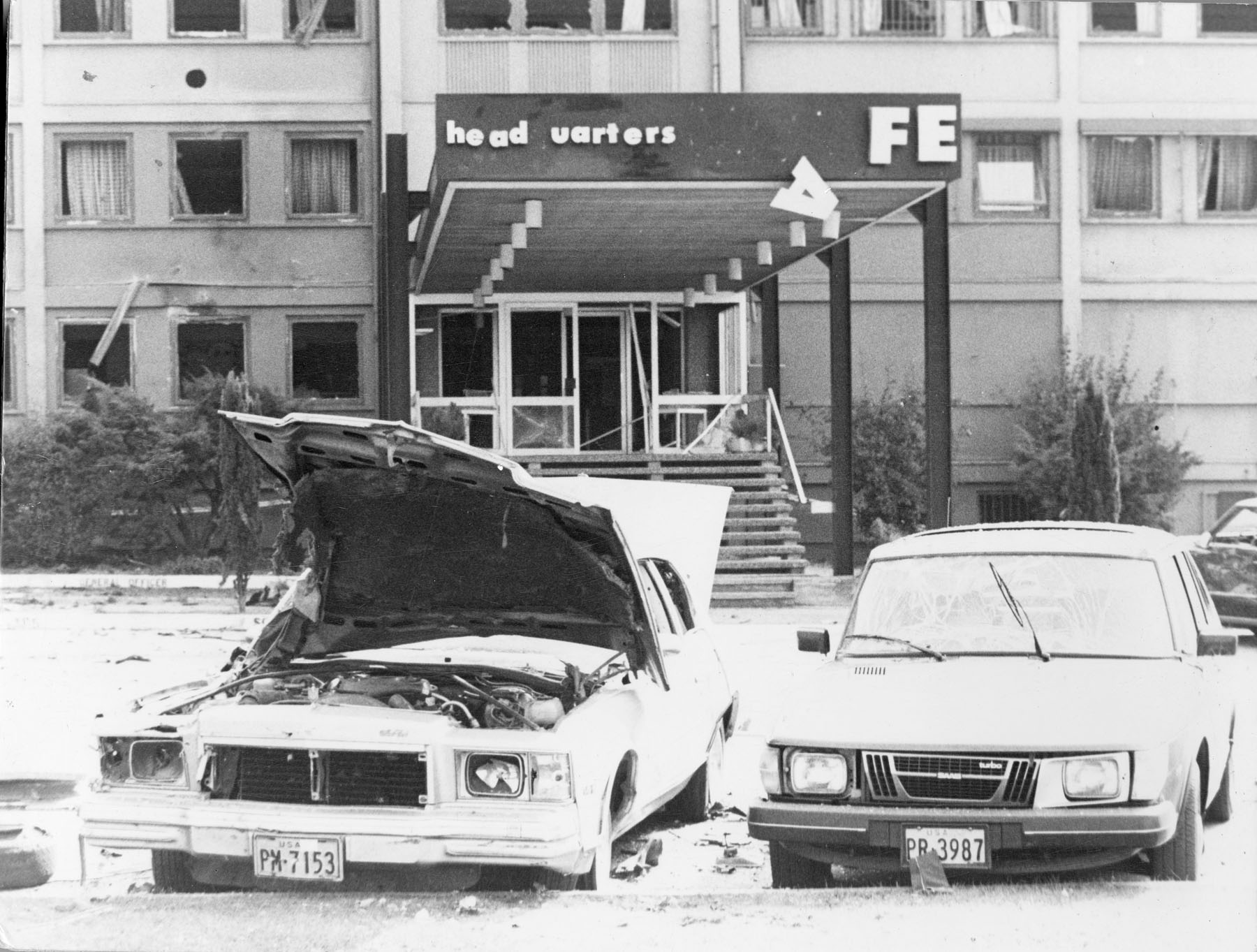
Consecuencias del atentado terrorista de la Facción del Ejército Rojo en 1981.

El terrorismo de extrema izquierda, a veces llamado terrorismo de izquierda revolucionaria, es un terrorismo cometido con el objetivo de derrocar los sistemas capitalistas, de derecha y reemplazarlos por sociedades marxista-leninistas o socialistas. El terrorismo de izquierda también ocurre dentro de Estados socialistas como activismo contra el gobernante de turno.
La mayoría de los grupos terroristas de izquierda que habían operado en los años 70 y 80 desaparecieron a mediados de los noventa. Una excepción fue la Organización Revolucionaria 17 de Noviembre (17N), que duró hasta 2002. Desde entonces, el terrorismo de izquierda ha sido relativamente menor en el mundo occidental en comparación con otras formas, y es llevado a cabo principalmente por grupos insurgentes en países en vías de desarrollo.

## Ideología

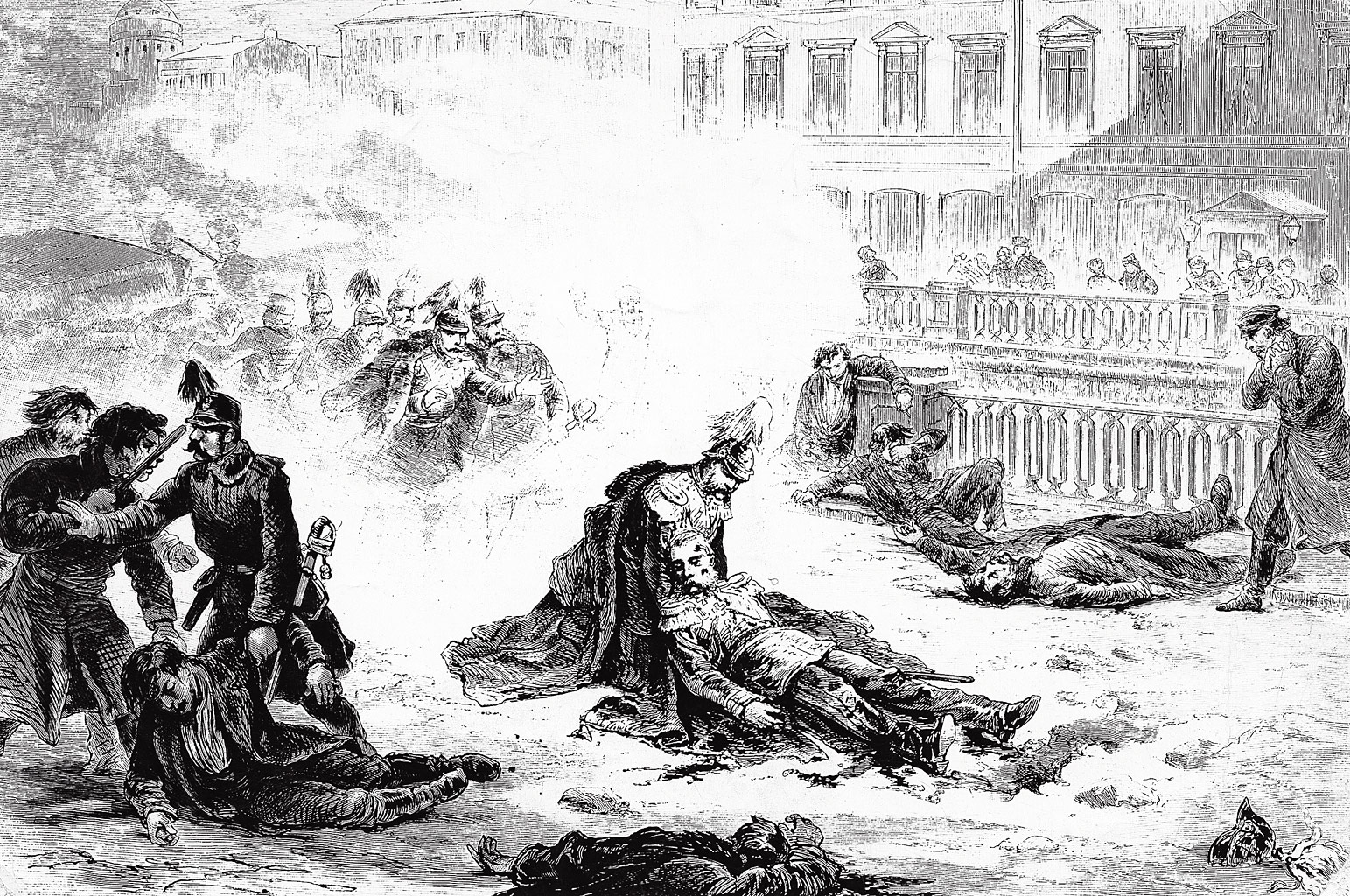
Atentado de 1881 contra el zar Alejandro II de Rusia por parte de integrantes del Naródnaya Volia.

Los terroristas de izquierda han sido influenciados por varias corrientes comunistas y socialistas, incluido el marxismo. Naródnaya Volia, un grupo terrorista del siglo XIX que mató al zar Alejandro II del Imperio ruso en 1881. y desarrolló el concepto de propaganda por el hecho, es una influencia importante.
Según Sarah Brockhoff, Tim Krieger y Daniel Meierrieks, mientras que el terrorismo de izquierda tiene una motivación ideológica, el terrorismo de extrema derecha tiene una motivación étnica. Argumentan que el objetivo revolucionario del terrorismo de izquierda no es negociable, mientras que los terroristas de derecha están dispuestos a hacer concesiones. Sugieren que la rigidez de las demandas de los terroristas de izquierda puede explicar su falta de apoyo en relación con los grupos ultranacionalistas. Sin embargo, muchos en la izquierda revolucionaria han mostrado solidaridad con los movimientos de liberación nacional que emplean el terrorismo, como los nacionalistas irlandeses, la Organización para la Liberación de Palestina y el Movimiento de Liberación Nacional-Tupamaros de América del Sur, viéndolos como comprometidos en una lucha global contra el capitalismo. Dado que el sentimiento nacionalista está alimentado por las condiciones socioeconómicas, algunos movimientos separatistas, incluida la ETA vasca, el Ejército Republicano Irlandés Provisional y el Ejército de Liberación Nacional Irlandés, incorporaron la ideología comunista y socialista en sus políticas.
David Brannan escribe que los terroristas e insurgentes de izquierda tienden a no participar en ataques indiscriminados contra el público, ya que no solo van en contra de los ideales socialistas que defienden de ser protectores de la clase trabajadora, sino que tampoco quieren alienar a grandes franjas de la población trabajadora, ya que tales organizaciones e individuos buscan obtener su apoyo. Otros investigadores sostienen que el terrorismo de izquierda puede no ser menos indiscriminado que su contraparte de derecha.

## Historia
El terrorismo de izquierda tiene sus raíces en la violencia anarquista del siglo XIX y principios del siglo XX y se acentuó durante la Guerra Fría. El terrorismo de izquierda moderno se desarrolló en el contexto de los disturbios políticos de 1968. En Europa occidental, los grupos notables incluían la Facción del Ejército Rojo (RAF) de Alemania Oriental, las Brigadas Rojas de Italia, la Acción Directa (AD) de Francia y el Communist Combatant Cells (CCC) de Bélgica. Los grupos asiáticos han incluido el Ejército Rojo Japonés y los Tigres de Liberación del Eelam Tamil, aunque esta última organización adoptó más tarde el terrorismo nacionalista. En América Latina, los grupos que se involucraron activamente en el terrorismo entre las décadas de 1970 y 1990 incluyeron al Frente Sandinista de Liberación Nacional de Nicaragua, el Partido Comunista del Perú-Sendero Luminoso de Perú, las  Fuerzas Armadas Revolucionarias de Colombia - Ejército del Pueblo (FARC-EP), el Ejército de Liberación Nacional (ELN) y otras organizaciones de Colombia.
Un artículo de 2014 de Kis-Katos et al. llegó a la conclusión de que el terrorismo de izquierda fue el terrorismo más prevalente en el pasado, pero ha disminuido en gran medida en la actualidad.

### Estados Unidos

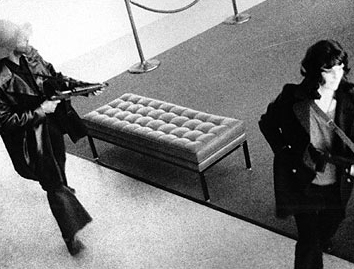
Miembros del Ejército Simbionés de Liberación realizando un robo.

Los grupos terroristas de izquierda modernos en los Estados Unidos se desarrollaron a partir de los restos del Weather Underground y elementos extremistas del Students for a Democratic Society. Entre 1973 y 1975, el Ejército Simbionés de Liberación estuvo activo, cometiendo robos a bancos, asesinatos, y otros actos de violencia. Otros grupos terroristas, como el pequeño Frente de Liberación del Nuevo Mundo, recurrieron a amenazas de muerte, tiroteos desde vehículos y colocación de bombas caseras a finales de la década de 1970. Durante la década de 1980, tanto la Organización Comunista 19 de Mayo (M19CO) como el Frente Unido de Libertad, más pequeño, estuvieron activos. Después de 1985, tras el desmantelamiento de ambos grupos, una fuente informa que no hubo actos confirmados de terrorismo de izquierda por parte de grupos similares. Los incidentes de terrorismo de izquierda disminuyeron al final de la Guerra Fría (alrededor de 1989), en parte debido a la pérdida de apoyo al comunismo.

#### Organización Comunista 19 de Mayo
La Organización Comunista 19 de Mayo, también conocida como Coalición Comunista del 19 de mayo, era una organización revolucionaria autodenominada con base en los Estados Unidos formada por miembros escindidos del Weather Underground y el Black Liberation Army. El nombre M19CO se deriva de los cumpleaños de Ho Chi Minh y Malcolm X. La Organización Comunista del 19 de Mayo estuvo activa desde 1978 hasta 1985. También incluía a miembros de las Panteras Negras y la República de Nueva África (RNA). Según un informe del gobierno estadounidense de 2001, la alianza entre el Black Liberation Army y los miembros de Weather Underground tenía tres objetivos: liberar a los presos políticos de las cárceles estadounidenses; apropiarse de la riqueza capitalista (mediante robos a mano armada) para financiar sus operaciones; e iniciar una serie de bombardeos y ataques terroristas contra Estados Unidos.

### América Latina
Stefan M. Aubrey describe a los sandinistas, Sendero Luminoso, el Ejército de Liberación Nacional (ELN)  y a las Fuerzas Armadas Revolucionarias de Colombia (FARC-EP) como las principales organizaciones involucradas en el terrorismo de izquierda en América Latina durante los años 1970 y 1980. Estas organizaciones se opusieron al gobierno de los Estados Unidos y obtuvieron apoyo local, además de recibir apoyo ideológico de la Unión Soviética y Cuba.

#### FARC-EP
Las Fuerzas Armadas Revolucionarias de Colombia - Ejército del Pueblo (FARC-EP) fueron entre 1964 y 2016 una organización marxista-leninista en Colombia involucrada en atentados terroristas, bombas de cilindro de gas, asesinatos, minas terrestres, secuestros, extorsiones y tomas guerrilleras, así como acciones de guerrilla y militares convencionales. El Departamento de Estado de Estados Unidos incluyó a las FARC-EP en su lista de organizaciones terroristas extranjeras (hasta 2021), al igual que la Unión Europea (hasta 2017). Se financiaba principalmente a través de la extorsión, el secuestro y su participación en el tráfico ilegal de drogas. Las empresas que operan en áreas rurales, incluidos los intereses agrícolas, petroleros y mineros, debían pagar "vacunas" (pagos mensuales) que las "protegían" de ataques y secuestros posteriores. También realizaron bloqueos de carreteras o "pescas milagrosas" con secuestros masivos. Se estima que entre el 20 y el 30 por ciento de los combatientes de las FARC-EP eran menores entre 12 y 18 años, para un total de alrededor de 5000 niños víctimas de reclutamiento forzado.

#### Sendero Luminoso

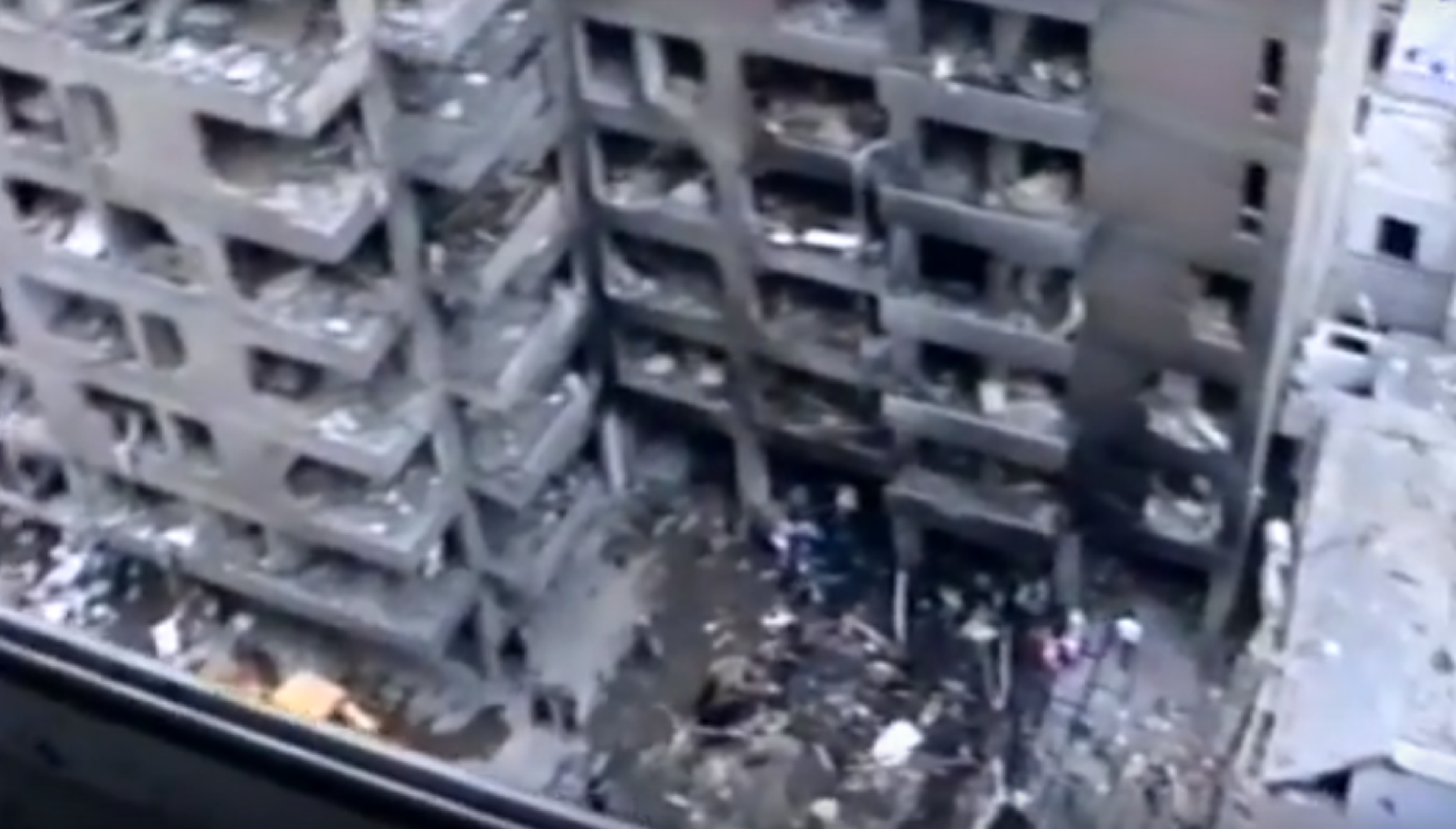
Atentado de Tarata de 1992 en Lima, capital del Perú.

El Partido Comunista del Perú-Sendero Luminoso, más conocido como Sendero Luminoso, es una organización guerrillera maoísta que inició la época del terrorismo en Perú en 1980. Ampliamente condenado por su brutalidad, incluida la violencia ejercida contra campesinos, organizadores sindicales, funcionarios electos popularmente y la población civil en general, Sendero Luminoso está en la lista de "Organizaciones Terroristas Extranjeras Designadas" del Departamento de Estado de los Estados Unidos. Perú, la Unión Europea y Canadá también consideran a Sendero Luminoso como un grupo terrorista y prohíben proporcionar financiación u otro tipo de apoyo financiero.
Según la Comisión de la Verdad y Reconciliación del Perú, las acciones de Sendero Luminoso cobraron entre 31.331 y 37.840 vidas.

### Asia
Stefan M. Audrey describe al Ejército Rojo Japonés y a los Tigres de Liberación del Eelam Tamil (LTTE) como las principales organizaciones terroristas de izquierda en Asia, aunque señala que los LTTE más tarde se transformaron en una organización terrorista nacionalista. 

#### Partido Comunista de la India (maoísta) y naxalitas
Los grupos armados naxalitas operan en gran parte de las regiones rurales del centro y este de la India. Informado por la estrategia de guerra popular del maoísmo, el más prominente de los grupos es el Partido Comunista de la India (Maoísta), formado a través de la fusión de dos organizaciones naxalitas anteriores, el Grupo de Guerra Popular y el Centro Comunista Maoísta de la India (MCC). Los movimientos armados naxalitas se consideran la mayor amenaza a la seguridad interna de la India. Los militantes naxalitas se han involucrado en numerosos ataques terroristas y violaciones de derechos humanos en el Corredor Rojo de la India. Un artículo de la revista Frontline llama a Bhamragad Taluka, donde viven los Madia Gond Adivasis, el corazón de la región afectada por los naxalitas en Maharashtra.

#### Partido Comunista Unificado de Nepal (maoísta)
El Partido Comunista Unificado de Nepal (maoísta) ha sido responsable de cientos de ataques contra objetivos gubernamentales y civiles.
Después de que el ala maoísta del Frente Popular Unido de Nepal (UPF), el CPN-M, se desempeñara mal en las elecciones y fuera excluido de las elecciones de 1994, los maoístas se volcaron hacia la insurgencia. Su objetivo era derrocar la monarquía y la democracia parlamentaria, además de cambiar a la sociedad nepalesa, incluida una purga de la élite de la nación, una toma de control estatal de la industria privada y la colectivización de la agricultura. En Nepal, los ataques contra la población civil se produjeron como parte de la estrategia maoísta, lo que llevó a Amnistía Internacional a afirmar:

El PCN (maoísta) se ha dirigido sistemáticamente a las escuelas privadas, a las que se opone ideológicamente. El 14 de abril de 2005 el CPN (maoísta) exigió el cierre de todas las escuelas privadas, aunque esta demanda fue retirada el 28 de abril. A raíz de esta demanda, bombardeó dos escuelas en el oeste de Nepal el 15 de abril, una escuela en Nepalganj, distrito de Banke el 17 de abril y una escuela en Kalyanpur, Chitwan el 21 de abril. Los cuadros del PCN (maoísta) también arrojaron una bomba a los estudiantes que asistían a clases en una escuela en Khara, distrito de Rukum.

#### Ejército Rojo Japonés
El Ejército Rojo Japonés (JRA) fue fundado en 1969 como la "Facción del Ejército Rojo" por estudiantes impacientes con el Partido Comunista de Japón. En 1970, secuestraron un avión a Corea del Norte, donde nueve de sus miembros fueron internados. Catorce miembros murieron durante una purga interna. En 1971, la JRA renombrada formó una conexión con el Frente Popular para la Liberación de Palestina y estableció una base en el Líbano. Sus principales actos terroristas incluyeron un ataque armado en el aeropuerto de Tel Aviv, el secuestro de aviones a Libia y Bangladés, el secuestro del embajador francés en La Haya y el bombardeo de un club nocturno de United Service Organisations (USO) en Nápoles, Italia. A mediados de la década de 1990, su nivel de actividad había disminuido y el Departamento de Estado de Estados Unidos ya no los consideraba una amenaza terrorista. En 2001, su líder anunció la disolución del grupo, aunque algunos de sus miembros estaban en prisión y otros seguían siendo buscados por la policía.

#### Pakistán
Grupos de izquierda como Pakhtoon Zalmay, la organización Al-Zulfiqar (AZO) y el MQM, incluido su predecesor, el Movimiento Muhajir Qaumi, cometieron numerosos actos de violencia, incluidos atentados, asesinatos selectivos, desinformación y asesinatos.

### Europa
Las organizaciones terroristas de izquierda típicamente pequeñas y de base urbana en Europa se han comprometido a derrocar a los gobiernos de sus países y reemplazarlos con regímenes guiados por la ideología marxista-leninista. Aunque ninguno ha logrado algún grado de éxito en sus objetivos, han causado serios problemas de seguridad en Alemania, Bélgica, Italia, Grecia, Francia, Turquía, Portugal y España.

#### Acción Directa
Acción Directa (AD) estuvo activo en Francia entre 1979 y 1987. Entre 1979 y 1985, se concentraron en bombardeos no letales y ametrallamientos de edificios gubernamentales, aunque asesinaron a un funcionario del Ministerio de Defensa francés. Tras las detenciones de algunos de sus miembros, la organización declinó y quedó inactiva. El gobierno francés ha prohibido el grupo.

#### Communist Combatant Cells
Las Communist Combatant Cells (CCC) fue fundada en 1982 en Bélgica por Pierre Carette. Con cerca de diez miembros, la CCC financió sus actividades a través de una serie de atracos bancarios. En el transcurso de 14 meses, llevaron a cabo 20 ataques contra propiedades, en su mayoría instalaciones de la Organización del Tratado del Atlántico Norte (OTAN). A pesar de los intentos de evitar la pérdida de vidas, hubo víctimas como resultado de estos ataques. Después de que Carette y otros miembros fueran arrestados en 1985, el grupo dejó de funcionar. Carette cumplió 17 años de cadena perpetua, aunque sus colegas que fueron condenados con él fueron liberados antes.

#### Grupos de Resistencia Antifascista Primero de Octubre
Los Grupos de Resistencia Antifascista Primero de Octubre (GRAPO) fue un grupo terrorista maoísta en España que fue fundado en 1975. Desde sus inicios hasta 2007, asesinó a 84 personas, entre policías, militares, jueces y civiles; ya sea por bombardeos o tiroteos. El grupo ha cometido una serie de secuestros, inicialmente por motivos políticos, luego, principalmente por extorsión. Su último atentado lo cometió en 2006, cuando militantes del GRAPO mataron a tiros a Ana Isabel Herrero, propietaria de una agencia de trabajo temporal en Zaragoza.

#### Ejército de Liberación Nacional Irlandés
El Ejército Irlandés de Liberación Nacional (INLA) es un grupo paramilitar comunista republicano irlandés formado el 10 de diciembre de 1974, durante "los disturbios". Busca sacar a Irlanda del Norte del Reino Unido y crear un Estado socialista que abarque a toda la Irlanda unificada. Es el ala paramilitar del Partido Republicano Socialista Irlandés (IRSP).
El INLA fue fundado por exmiembros del Ejército Republicano Irlandés Oficial que se opusieron al alto el fuego de ese grupo. Inicialmente fue conocido como el "Ejército Popular de Liberación" o "Ejército Republicano del Pueblo". El INLA llevó a cabo una campaña paramilitar contra el ejército británico y la Policía Real del Ulster (RUC) en Irlanda del Norte. También estuvo activo en menor medida en la República de Irlanda y Gran Bretaña. Los ataques de alto perfil llevados a cabo por el INLA incluyen el bombardeo de Droppin Well, los asesinatos de Shankill Road en 1994 y los asesinatos de Airey Neave en 1979 y Billy Wright en 1997. Sin embargo, era más pequeño y menos activo que el principal grupo paramilitar republicano, el Ejército Republicano Irlandés Provisional. También se vio debilitado por disputas y tensiones internas. Los miembros del grupo utilizaron los nombres de portada Ejército Popular de Liberación (PLA), Ejército Popular Republicano (PRA) y Fuerza de Reacción Católica (CRF) por los ataques que sus voluntarios llevaron a cabo pero el INLA no quiso responsabilizarse.
El INLA es una organización proscrita en el Reino Unido en virtud de la Ley de terrorismo de 2000 y una organización ilegal en la República de Irlanda.

#### Fuerzas Populares 25 de Abril
Las Fuerzas Populares 25 de Abril (FP-25) se formaron en Portugal bajo el liderazgo del Teniente Coronel Otelo Saraiva de Carvalho. El FP-25, que lleva el nombre del día de la revolución de los Claveles que derrocó al régimen derechista Estado Novo que gobernada desde 1926; el FP-25 tenía como objetivo derrocar al gobierno portugués y establecer un estado marxista. Llevó a cabo una serie de asesinatos y atentados con bombas contra el gobierno portugués. Cesaron su actividad a mediados de la década de 1980.

#### Facción del Ejército Rojo
La Facción del Ejército Rojo (RAF), que se desarrolló a partir del Grupo Baader-Meinhof en Alemania, llevó a cabo una serie de ataques terroristas en la década de 1970 y permaneció activa durante más de 20 años. La RAF estaba organizada en pequeñas células aisladas y tenía conexiones con el Frente Popular para la Liberación de Palestina y Carlos el Chacal. Aunque los líderes del grupo, incluidos Gudrun Ensslin, Andreas Baader y Ulrike Meinhof fueron arrestados en 1972, llevó a cabo importantes ataques, incluido el secuestro y asesinato de Hanns-Martin Schleyer, presidente de la Confederación de Asociaciones de Empleadores Alemanes y de la Federación de German Industries y el secuestro del vuelo 181 de Lufthansa en el llamado "Otoño alemán" de 1977.

#### Brigadas Rojas
Las Brigadas Rojas fueron fundadas en agosto de 1970, principalmente por exmiembros del movimiento de la Juventud Comunista que habían sido expulsados del partido matriz por opiniones extremistas. El grupo terrorista más grande de Italia, su objetivo era derrocar al gobierno y reemplazarlo por un Estado comunista.

#### Organización Revolucionaria 17 de Noviembre
La Organización Revolucionaria 17 de Noviembre, también conocida como 17N o N17, fue una organización terrorista urbana de larga duración nombrada en conmemoración de una manifestación masiva de 1973 y un motín contra la junta militar. Desde 2001, el grupo había matado a 23 personas, incluidos funcionarios estadounidenses, funcionarios de la OTAN y políticos, magistrados y empresarios griegos. Los intentos de la policía griega, la Agencia Central de Inteligencia (CIA) y Scotland Yard para investigar al grupo no tuvieron éxito. El grupo fue capturado en 2002, luego de que uno de sus integrantes fuera herido por una bomba que portaba. Ha sido reconocida como organización terrorista por el Estado griego, los Estados Unidos y las agencias internacionales de aplicación de la ley.

#### Partido Revolucionario de Liberación del Pueblo
El Partido Revolucionario de Liberación del Pueblo es un partido marxista-leninista militante en Turquía. Estados Unidos, Reino Unido y la Unión Europea la clasifican como organización terrorista. En 2007, el Departamento de Operaciones y Contra el Terrorismo de la Dirección General de Seguridad lo incluyó entre las 12 organizaciones terroristas activas en Turquía. Es uno de los 44 nombres que figuran en la lista de organizaciones terroristas extranjeras del Departamento de Estado de los Estados Unidos de 2008, uno de los 48 grupos y entidades a los que pertenece la Posición Común 2001/931/PESC de la UE sobre la aplicación de medidas específicas para combatir el terrorismo aplica y una de las 45 organizaciones terroristas internacionales en la lista de Grupos Terroristas Proscritos del Ministerio del Interior del Reino Unido.